# Olympische Sommerspiele 1896/Gerätturnen – Pauschenpferd (Männer)
Der Turnwettkampf am Pauschenpferd der Männer bei den Olympischen Spielen 1896 in Athen wurde am 9. April im Panathinaiko-Stadion ausgetragen. Es war der vierte Turnwettkampf der Spiele, bei dem 14 Athleten aus 5 Nationen an den Start gingen.
Olympiasieger wurde der Schweizer Louis Zutter, vor dem Deutschen Hermann Weingärtner, der Bronze als Zweiter gewann.

## Ergebnisse
| Rang | Athlet               | Nation          |
| ---- | -------------------- | --------------- |
| 1    | Louis Zutter         | Schweiz         |
| 2    | Hermann Weingärtner  | Deutsches Reich |
| -    | Conrad Böcker        | Deutsches Reich |
| -    | Charles Champaud     | Bulgarien       |
| -    | Alfred Flatow        | Deutsches Reich |
| -    | Gustav Flatow        | Deutsches Reich |
| -    | Georg Hillmar        | Deutsches Reich |
| -    | Gyula Kakas          | Ungarn          |
| -    | Fritz Manteuffel     | Deutsches Reich |
| -    | Karl Neukirch        | Deutsches Reich |
| -    | Antonios Papaioannou | Griechenland    |
| -    | Richard Röstel       | Deutsches Reich |
| -    | Gustav Schuft        | Deutsches Reich |
| -    | Carl Schuhmann       | Deutsches Reich |